# Traminda viridaria
Traminda viridaria là một loài bướm đêm trong họ Geometridae.